# Euphthiracarus tanythrix
Euphthiracarus tanythrix är en kvalsterart som beskrevs av Walker 1965. Euphthiracarus tanythrix ingår i släktet Euphthiracarus och familjen Euphthiracaridae. Inga underarter finns listade i Catalogue of Life.